# Placide Tempels
Placide Tempels (à l'état civil: Frans Tempels), né le 18 février 1906 à Berlaar (Belgique) et décédé le 9 octobre 1977 à Hasselt, est un prêtre franciscain belge, missionnaire en Afrique centrale et ethno-philosophe. Il est connu surtout pour son livre La philosophie bantoue.

## Biographie
Né à Berlaar en Belgique Frans Tempels adopte le nom de religion Placide en 1924, lorsqu'il entre dans l'ordre franciscain.
Il part au Congo belge en Afrique centrale dans les années 1930 avec l'objectif de convertir les populations autochtones, mais sa mission d'évangélisation ne produit pas les fruits escomptés. C'est alors qu'il se décide à étudier en profondeur la pensée et philosophie africaine pour mieux adapter le message de l'Évangile à la mentalité africaine. Il publiera à la suite de ces recherches un livre majeur, qui est son œuvre principale La Philosophie bantoue. Il est considéré comme le père de la philosophie africaine.

## Œuvre majeure
Son œuvre La Philosophie bantoue, publiée en 1945, et traduite en anglais en 1959 sous le titre Bantu Philosophy a grandement influencé la compréhension occidentale de la philosophie africaine.